# Taurobolium

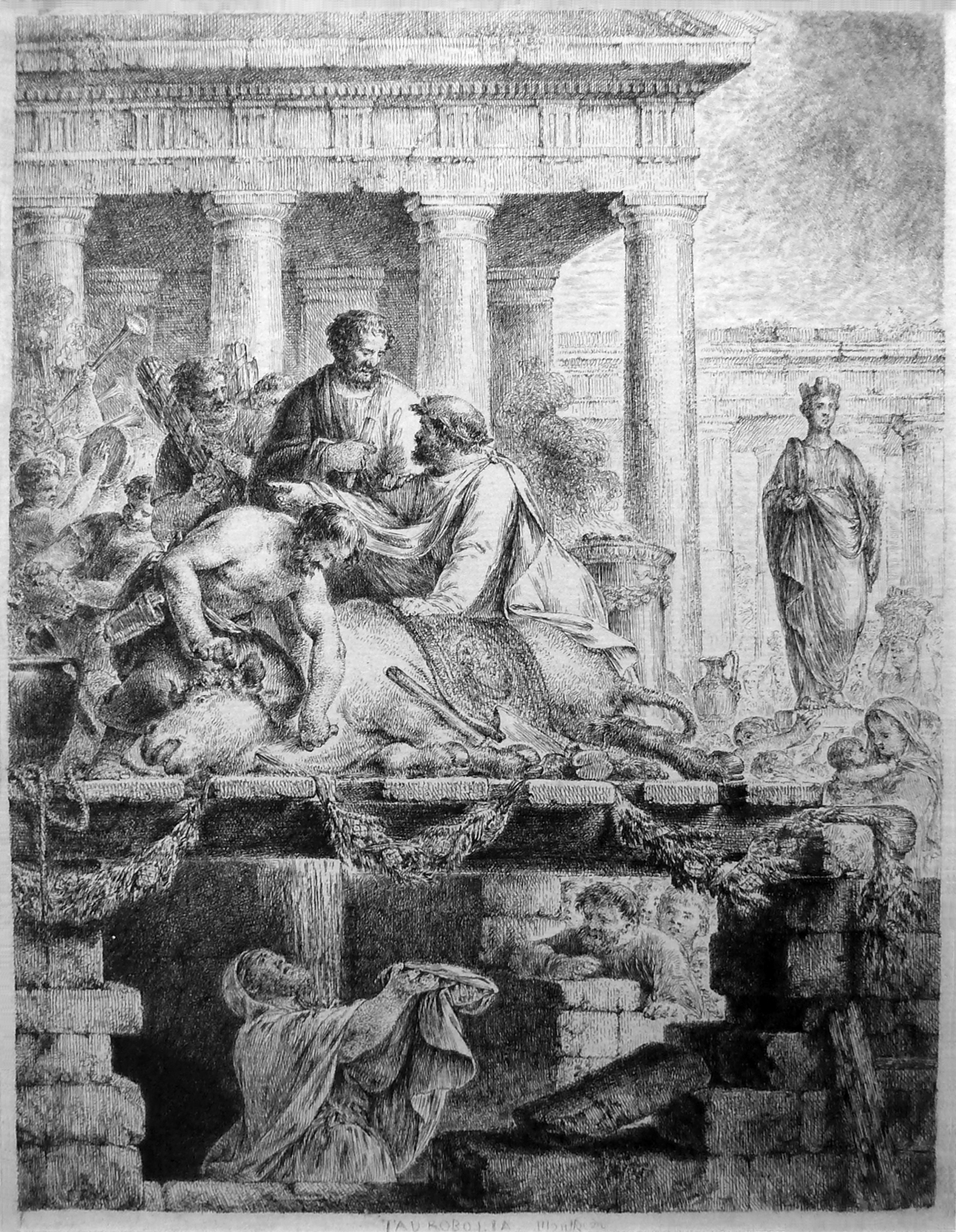
Taurobolium

Een taurobolium was oorspronkelijk een stierenoffer, soms aan Athena, meermaals aan Artemis, gebracht. Bij de dienst van deze laatste schijnt het in de plaats van mensenoffers te zijn getreden.
Een daarvan geheel verschillend offer waren de taurobolia, die in de tijd van het verval van de Romeinse godsdienst, meestal met Kriobolia (offers van rammen) verbonden, in Italië gebracht werden. Zij stonden in verband met de dienst van Rhea-Cybele en Attis. Rhea was in de verwarde en onzuivere godsdienstige voorstellingen van die tijd de moeder van alle dingen en alle goden geworden, en toch tevens een maagd, die zelf geen moeder heeft gehad en naast Zeus op zijn troon zetelt. Attis is haar lieveling; een tijd lang wordt hij haar ontrouw, doch daarna keert hij tot haar terug, verminkt zich ter hare ere en is als een verheerlijkte halfgod voor eeuwig met haar verbonden.
Men liet zich in de mysteriecultus van deze godin inwijden om van de besmettingen van het leven door een zoenoffer te worden gereinigd, dat als plaatsvervanger het bedreven kwaad op zich nam en door zijn bloed de schuld uitwiste. Wie de plechtigheid van de inwijding onderging, moest in een kuil (bothros) gaan staan, welke met doorboorde planken was bedekt. Op die planken werd de offerstier gebracht, en daar werd hem het mes in de keel gestoten, zodat het warme bloed neerkwam op degene, die in de kuil stond. Meestal werd het met de mond opgevangen. Door die doop met bloed werd men een weergeboorte deelachtig. Men kon de wijding van de taurobolia ondergaan voor zijn eigen heil, maar ook voor het welzijn van een stad of van een ganse staat.
In de keizertijd was het gewoonte voor het heil van de keizer zich aldus met bloed te laten dopen. Hoogstwaarschijnlijk zijn deze zonderlinge plechtigheden uit het Oosten naar Rome en naar Italië overgekomen. Te Rome bracht men die offers op de Vaticaanse heuvel, juist op de plek, waar nu de Sint-Pietersbasiliek staat. Hun aanzien heeft zeer lang voortgeduurd. De bewijzen zijn gevonden, dat er nog in het jaar 390 n.Chr. taurobolia zijn gebracht.